# 프랑스의 법
프랑스법은 멀리는 게르만 부족법에서 유래하는데, 독일법과 마찬가지로 10∼15세기가 관습법서(慣習法書) 시대로서 많은 지방 관습법서가 출현하고, 13세기에는 주석부(註釋附) 로마법을 보통법으로 하는 남부 성문법 지대와 게르만 고유 관습을 법으로 하는 북부 관습법 지대로 법역(法域)이 2분(二分)되었다. 16세기에서 프랑스 혁명까지는 왕권의 확립, 신장시대로서 왕국 전토에 미치는 일반 관습법이 편찬되고 여러 가지 칙령이 제정되었다. 혁명 후, 민법전 제정까지의 이른바 중간법시대에는 자유평등의 혁명원리에 기초를 둔 제 입법이 행하여져서 근대 법전시대의 선구가 되었다. 이것들을 36편(篇)의 1법전에 정리 통합시킨 민법전은 개인의 자유·재산권의 존중, 계약의 자유를 기본원리로 하였다. 
프랑스법은 논리체계적 독일법과는 대조적으로 판례에 의한 해석의 여지를 남기고 있다. 또 민법전은 100회 이상에 이르는 보충적 입법에 의하여 보완되어 오늘날까지 명맥을 유지하고 있다.

## 나폴레옹 법전
나폴레옹 법전(Code Napoleon)은 프랑스 민법전의 별명(別名)이다. 광의로는 나폴레옹 제정 외의 여러 법전도 포함한 총칭으로도 사용된다. 1804년 제정된 프랑스 민법전에 대하여 1807년 9월 3일의 법으로서 나폴레옹 법전이라고 명명했다. 세계 최초이며 최량(最良)인 이 민법전은 남프랑스에서의 로마법적 성문법, 북프랑스에서의 관습법을 통일한 것이다. 
프랑스 혁명의 자유·평등을 중심으로 하고, 인(人)·물권(物權)·재산취득의 3편 2281조로 되어 있다. 100회 이상에 이르는 보충적 입법에 따라 지금도 존속되고 있다.

## 같이 보기
- 대륙법계
- 독일법